# Trimètre iambique
Le trimètre iambique est un vers utilisé dans la poésie antique, en grec ancien et – sous la forme légèrement différente du sénaire iambique – en latin. Il doit son nom au fait qu'il comporte trois pieds et qu'il est fondé sur l'ïambe. Ce vers est très souvent employé dans les dialogues de comédie et de tragédie.

## Structure
Le trimètre iambique se forme de la manière suivante :
| X — ∪ — | X — ∪ — | X — ∪ — |
Le signe X signifie que la voyelle peut être soit courte soit longue (voir Scansion).
Par exemple, le vers suivant : " Ὠ γῆς παλαιὸν ἅργος, Ἰνάχου ῥοαὶ " (Euripide, Électre, v. 1) se scandera : | — — ∪ — | ∪ // — ∪ // — | ∪ — ∪ — |.
Voici un trimètre iambique entièrement iambique : " μολών τε χῶρον ἔνθ´ ἂν ἀστιβῆ κίχω " (Sophocle, Ajax, v. 657), soit : | ∪ — ∪ — | ∪ — ∪ — | ∪ — ∪ — |.

### La césure
Dans un trimètre iambique, la césure se place au milieu du deuxième pied de la manière suivante:
| X — ∪ — | X // — ∪ // — | X — ∪ — |
Le mot compris dans la césure est ainsi mis en valeur.

## Variantes

### Syllabe en moins ou en plus
La dernière syllabe peut être supprimée. On obtient alors un trimètre catalectique, et la quantité de la dernière syllabe est indifférente. Ce type très ancien se trouve déjà chez Archiloque.
Au contraire, une syllabe peut être ajoutée, et le vers ainsi formé se nomme trimètre hypercatalectique.

### Choliambe
Le choliambe, aussi appelé σκάζων (skázôn), est un trimètre iambique dont le dernier iambe est un spondée. Illustré pour la première fois chez Hipponax, ce mètre substitue à l'énergie du trimètre une lourdeur comique. On peut également transformer le cinquième iambe en spondée, et le vers s'alourdit d'autant : on obtient alors un ischiorrogique.